# Râu de Mori
Râu de Mori (en hongrois : Malomvíz, en allemand : Mühlendorf) est une commune du Județ de Hunedoara en Transylvanie, (Roumanie).